# Canzoni d'amore (Riccardo Fogli)
Canzoni d'amore è una raccolta del cantante pop italiano Riccardo Fogli, pubblicata nel 1991.

## Tracce
1. Amore di guerra (Laurex, Franca Evangelisti e Vincenzo Spampinato) 5:10
2. Una donna così (Laurex, Franca Evangelisti e Vincenzo Spampinato) 3:50
3. Voglio sognare (Guido Morra e Maurizio Fabrizio) 3:18
4. Come passa il tempo stasera (Laurex e Guido Morra) 3:41
5. Se ti perdessi ancora (Laurex, Franca Evangelisti e Vincenzo Spampinato) 4:04
6. Un angelo (Maurizio Fabrizio e Guido Morra) 3:20
7. Come cambia in fretta il cielo (Guido Morra e Maurizio Fabrizio) 4:12
8. Giorni cantati (con i Pooh) (Laurex e Maurizio Piccoli) 4:05
9. Le infinite vie del cuore (Maurizio Piccoli e Laurex) 3:32
10. Oggi ci sto (Laurex, Franca Evangelisti e Vincenzo Spampinato) 3:51
11. Tu che sei l'amica (Guido Morra e Laurex) 3:52
12. Che notte è (Maurizio Piccoli e Laurex) 4:00
13. Il mio grande avvenire (Maurizio Fabrizio e Vincenzo Spampinato) 3:42
14. Amori nascosti (Laurex e Vincenzo Spampinato) 4:58